# Ширах, Генриетта фон
Генрие́тта «Генни» фон Ши́рах (нем. Henriette von Schirach, урожд. Гофман (Hoffmann); 2 февраля 1913, Швабинг — 18 января 1992 или 27 января 1992, Мюнхен) — супруга Бальдура фон Шираха, бывшего рейхсюгендфюрера гитлерюгенда и гауляйтера Вены. Автор нескольких книг.

## Биография
Генриетта Гофман была старшим ребёнком фотографа Генриха Гофмана и его первой жены Терезы (Нелли) Бауман, бывшей певицы и актрисы, умершей в 1928 году. Вместе с братом Генрихом (род. 1916) Генриетта провела детство в мюнхенском районе Швабинг. Родительский дом Генриетты служил оплотом зарождавшегося нацизма. С 1923 года её отец стал фотографом фюрера, что обеспечивало семье высокий уровень благосостояния. Гитлер часто бывал в гостях у Гофманов и после ужина играл на рояле произведения Вагнера и Верди. Генриетта в воспоминаниях намекала на возможность романа с Адольфом Гитлером, которую она отвергла, отказавшись поцеловать его:40—41.
С 1930 года Генриетта Гофман училась в Мюнхенском университете и работала в качестве секретаря Гитлера. Её отец познакомил Гитлера с Евой Браун, которая в 1929 году проходила обучение в фотоателье Гофмана. В 1931 году Генриетта встретила Бальдура фон Шираха, бывшего руководителя Национал-социалистического союза студентов Германии, самого молодого в окружении Гитлера. 31 марта 1932 года Генриетта и Бальдур поженились в Мюнхене, шаферами на свадьбе выступили Адольф Гитлер и Эрнст Рём.
В 1933—1942 годах Генриетта родила четырёх детей: Ангелику Бенедикту, Клауса, Роберта и Рихарда. Генриетта фон Ширах — бабушка писательницы Ариадны фон Ширах.
В браке Генриетта взяла фамилию фон Ширах и вступила в нацистскую партию. После назначения Бальдура фон Шираха гауляйтером Вены его семья переехала в Хофбург. После первого массированного налёта американской авиации на Вену Бальдур фон Ширах отправил семью в Баварию. В следующий раз Генриетта увидела мужа только в июне 1945 года, когда он был интернирован американскими оккупационными войсками.
В ночь на Страстную пятницу 1943 года Генриетта фон Ширах в Бергхофе сообщила Гитлеру о том, что случайно наблюдала депортацию евреев из Голландии. Она рассказала о том, как эсэсовцы загоняли испуганных женщин в вагоны. После этого воцарилась мёртвая тишина, ни один из собравшихся у Гитлера гостей не решался произнести ни слова. Затем Гитлер взорвался: «Вы слишком сентиментальны, госпожа фон Ширах! Какое вам дело до амстердамских жидовок?! Я несу ответственность только перед своим народом!». Гитлер посоветовал Генриетте фон Ширах не вмешиваться в дела, в которых она ничего не понимает, и раздраженно вышел из комнаты. Генриетту фон Ширах более никогда не приглашали в Бергхоф. Геббельс отметил в 1943 году в своём дневнике, что «у Ширахов вдруг обнаружилось сочувствие, когда уже почти 60 тысяч депортируемых евреев прошли мимо двери их дома». В 1966 году Альберт Шпеер подтвердил этот инцидент между Гитлером и женой Шираха в одном из интервью.
В 1946 году Бальдур фон Ширах был осужден Нюрнбергским трибуналом к двадцати годам лишения свободы. В 1949 году Генриетта фон Ширах подала на развод с мужем, отбывавшим наказание в тюрьме Шпандау. Развод был оформлен в июле 1950 года. Тем не менее, Генриетта фон Ширах пыталась добиться освобождения бывшего мужа. В 1956 году был поднят вопрос о трёх заключённых Шпандау (Гесса, Шпеера и Бальдура фон Шираха). С учётом длительного периода нахождения под стражей и высокой стоимости их содержания звучали призывы к скорейшему освобождению военных преступников. В то время Генриетта Гофман фон Ширах отправилась в Лондон, чтобы доставить министру иностранных дел Великобритании Ллойду петицию о сокращении двадцатилетнего срока бывшему мужу. Поездка не увенчалась успехом. В том же году вышла в свет её книга Der Preis der Herrlichkeit («Цена славы»).
В 1982 году в праворадикальном издательстве Генриетта фон Ширах выпустила книгу Anekdoten um Hitler («Анекдоты о Гитлере»), в которой Гитлер был описан как лидер «добродушных австрийцев», которые хотели, чтобы другие были счастливы.